# 普洛兴根
普洛兴根（發音：[ˈplɔxɪŋən] ⓘ）是德国巴登-符腾堡州斯图加特行政区埃斯林根县的城市，面积10.64平方千米，2023年12月31日人口为14,590人。

## 友好城市
- 瑞典 斯科訥兰斯克鲁纳 （1971年）
- 奥地利 下奧地利州茨韦特尔 （1996年）
- 匈牙利 科馬羅姆-埃斯泰爾戈姆州俄罗斯拉妮 （2010年）